# Projapygidae
Projapygidae es una familia de dipluros en Hexapoda.

## Géneros
- Biclavula San Martín, 1963
- Pentacladiscus San Martín, 1963
- Projapyx Cook, 1899
- Symphylurinus Silvestri, 1909